# فرس البحر القائم
فرس البحر القائم (الاسم العلمي: Hippocampus erectus) (بالإنجليزية: Lined seahorse)‏ هو نوع من الأسماك يتبع جنس فرس البحر من فصيلة زمارات البحر.